# Never Can Say Goodbye
Never Can Say Goodbye ist ein Lied von The Jackson 5 aus dem Jahr 1971, das von Clifton Davis geschrieben und von Hal Davis produziert wurde. Es erschien auf dem Album Maybe Tomorrow.
Never Can Say Goodbye ist ein ernster konzipierter Lovesong (vergleichsweise zu ABC). Leadsänger war Michael Jackson, der zu dem Zeitpunkt zwölf Jahre alt war. Der Backgroundgesang stammt von seinen Brüdern. Ursprünglich wurde der Song für The Supremes geschrieben, doch Berry Gordy, der Chef des Labels Motown hielt The Jackson Five für geeigneter. Die Veröffentlichung war am 16. März 1971.

## Coverversion von Gloria Gaynor
Im Jahr 1974 veröffentlichte Gloria Gaynor ihre Version des Liedes, die auf dem gleichnamigen Album vorhanden ist. Das Cover geht in die Musikrichtungen Soul und dem damals zeitgenössischen Disco, weshalb es im Vergleich zum Original „deutlich fröhlicher“ klingt. Produzenten der Version sind Meco, Tony Bongiovi, Harold Wheeler und Jay Ellis. Im Verlauf der Jahre ließ Gaynor vom Cover mehrere verschiedene Remixe abmischen, zu hören ist es auch in der Episode Zurück in die Vergangenheit der Fernsehserie Charmed – Zauberhafte Hexen und im Videospiel Just Dance 2015.

## Coverversion von The Communards
Im Jahr 1986 nahmen The Communards ihre Version des Liedes auf, die auf dem Album Red zu finden ist und der Musikrichtung Hi-NRG entspricht. Zudem ist diese Version vergleichsweise zum Original musikalisch modifizierter. In der Episode Vatertag der Fernsehserie Doctor Who konnte man diese Version hören.

## Weitere Coverversionen
- 1971: Andy Williams
- 1971: Herbie Mann
- 1971: Grant Green
- 1971: Isaac Hayes
- 1971: Johnny Mathis
- 1971: Percy Faith
- 1971: Rahsaan Roland Kirk
- 1971: Ray Conniff
- 1971: The Sandpipers
- 1972: Dennis Coffey
- 1972: Della Reese (Never Can Say Good-Bye / Let’s Stay Together)
- 1975: Markku Aro (En näkemiin sanoa voi)
- 1976: Cy Coleman (Never Can Say Goodbye / Doctor’s Order)
- 1981: Buddy Rich
- 1997: Yazz
- 1997: Zachary Breaux
- 1998: Kimberly Scott
- 2000: Sheena Easton
- 2004: De La Soul (No)
- 2005: Vanessa Lynn Williams feat. George Benson
- 2006: The Temptations
- 2008: David Benoit
- 2009: Sexion d’Assaut (T’es bête ou quoi?)
- 2022: Marianne Rosenberg (Bitte sag nicht goodbye)